# Wataru Inoue
Wataru Inoue (født 7. august 1986) er en japansk fodboldspiller.
Han har spillet for flere forskellige klubber i sin karriere, herunder Nagoya Grampus, Tokushima Vortis, Zweigen Kanazawa og Kagoshima United FC.